# Jo Yu-ri
Jo Yu-ri (en coreano: 조유리; Busan, 22 de octubre de 2001) es una cantante y actriz surcoreana. Es conocida por ser exmiembro del grupo femenino surcoreano-japonés Iz*One. Saltó a la fama tras participar en el reality de Mnet, Produce 48, en 2018, donde quedó en tercer lugar y debutó con Iz*One el 29 de octubre de 2018.
Tras la disolución de Iz*One en abril de 2021, Jo emprendió una exitosa carrera en solitario, lanzando su álbum debut, Glassy, en octubre de 2021, el cual le valió varias nominaciones como «novata del año» en importantes premios musicales. Además de su carrera musical, Jo se ha aventurado en la actuación, debutando en la serie web Mimicus (2022) y obteniendo un gran reconocimiento por su papel en la segunda y tercera temporadas de El juego del calamar (2024-2025).

## Carrera

### 2017: Predebut
En julio de 2017, participó en el programa de telerrealidad Idol School de Mnet, donde los nueve participantes finales debutarían con el grupo femenino recién formado Fromis 9. Terminó en el puesto 15.

### 2018-2021:Produce 48y debut con Iz*One
El 11 de mayo de 2018, participó en el programa de telerrealidad Produce 48 de Mnet, donde terminó en tercer lugar. Como una de las doce participantes exitosas, pasó a formar parte del grupo femenino Iz*One. El 29 de octubre de 2018, debutó como miembro de Iz*One con el lanzamiento de Color*Iz. El grupo se disolvió el 29 de abril de 2021, tras el vencimiento de su contrato.
El 22 de septiembre de 2020, interpretó la canción "My Love" para la serie de televisión de SBS Do You Like Brahms?.

### 2022-presente: Debut en solitario yEl juego del calamar
En 2024, Yu-ri interpretó a Kim Jun-hee en El juego del Calamar 2. Su personaje es una joven que está embarazada del jugador 333 Lee Myung Gi, su exnovio.
El 14 de julio de 2025, Jo Yu-ri publicará su tercer EP, titulado Episode 25.

## Discografía

### EP
| Título                   | Detalles                                                                                       | Mejor posición | Ventas        |
| Título                   | Detalles                                                                                       | COR            | Ventas        |
| ------------------------ | ---------------------------------------------------------------------------------------------- | -------------- | ------------- |
| Op. 22 Y-Waltz: in Major | - Lanzamiento: 2 de junio de 2022 - Discográfica: Wake One - Formatos: CD, digital, streaming  | —              |               |
| Love All                 | - Lanzamiento: 9 de agosto de 2023 - Discográfica: Wake One - Formatos: CD, digital, streaming | —              |               |
| Episode 25               | - Lanzamiento: 14 de julio de 2025 - Discográfica: Wake One - Formatos: CD, digital, streaming | 19             | - COR: 17 843 |

### Álbumes sencillo
| Título                   | Detalles                                                                                         | Mejor posición | Ventas |
| Título                   | Detalles                                                                                         | COR            | Ventas |
| ------------------------ | ------------------------------------------------------------------------------------------------ | -------------- | ------ |
| Glassy                   | - Lanzamiento: 7 de octubre de 2021 - Discográfica: Wake One - Formatos: CD, digital, streaming  | —              |        |
| Op. 22 Y-Waltz: in Minor | - Lanzamiento: 24 de octubre de 2022 - Discográfica: Wake One - Formatos: CD, digital, streaming | —              |        |

### Sencillos
| Título                                                  | Año  | Mejor posición | Álbum                     |
| Título                                                  | Año  | COR            | Álbum                     |
| ------------------------------------------------------- | ---- | -------------- | ------------------------- |
| «Autumn Memories» (가을 상자) (junto con Lee Seok-hoon) | 2021 | 195            | Glassy                    |
| «Glassy»                                                | 2021 | 137            | Glassy                    |
| «Love Shhh!» (러브 쉿)                                  | 2022 | 97             | Op. 22 Y-Waltz:: in Major |
| «Loveable»                                              | 2022 | —              | Op. 22 Y-Waltz: in Minor  |
| «Taxi»                                                  | 2023 | —              | Love All                  |
| «Growls and Purrs» (개와 고양이의 시간)                 | 2025 | —              | Episode 25                |
| «Farewell for Now!» (이제 안녕!)                        | 2025 | —              | Episode 25                |

## Otras canciones en listas
| Título                 | Año  | Mejor posición | Álbum      |
| Título                 | Año  | COR Down.      | Álbum      |
| ---------------------- | ---- | -------------- | ---------- |
| «Hiccup»               | 2025 | 74             | Episode 25 |
| «Going Under» (잠수해) | 2025 | 76             | Episode 25 |
| «Overkill»             | 2025 | 79             | Episode 25 |